# Берберян, Манник
Манник Берберян (арм. Մաննիկ Պերպերյան; 1885, Ускюдар, Османская империя — 1960, Франция) — армянская поэтесса, писательница, переводчица

, оперная певица.

## Биография
Родилась в семье армянского педагога, журналиста, писателя, переводчика и поэт Ретеоса Берберяна (1848—1907). В молодости посвятила себя музыке, стала оперной певицей.
В 1919—1920 г. жила и пела в США. Её имя фигурирует в театральных заметках в «The New York Times».
Как и её отец была прозаиком и поэтом. Автор лирической поэзии. Некоторые из произведений М. Берберян находятся в Национальной библиотеке Армении в Ереване.
Занималась переводами. Перевела драму «Саломея» О. Уайльда.
Похоронена в Баньё (Франция).

## Избранные произведения
- Արձակ երգեր, Կ. Պոլիս, 1911
- Արեւոտ ճամբան, Փարիզ
- Երեք վիպակներ, Ալեքսանդրիա, 1945